# Строков Григорій Іванович
Григорій Іванович Строков (18 листопада 1903 — 15 травня 1995) — будівельник і директор найбільших в СРСР гідроелектростанцій, Герой Соціалістичної Праці.

## Біографія
Народився 18 листопада 1903 року. Навчався в приватній гімназії імені В. В. Павлової в Петергофі (нині школа № 416 Санкт-Петербурга). 
Був головним інженером на будівництві Кременчуцької ГЕС, начальником будівництва Київської ГЕС.

Могила Григорія Строкова

Помер 15 травня 1995 року. Похований в Києві на Берковецькому кладовищі.